# Luri
Luri (en cors Luri) és un municipi francès, situat a la regió de Còrsega, al departament d'Alta Còrsega. L'any 1999 tenia 749 habitants.

## Demografia
| 1962 | 1968 | 1975 | 1982 | 1990 | 1999 |
| ---- | ---- | ---- | ---- | ---- | ---- |
| 608  | 615  | 540  | 564  | 671  | 749  |

## Administració
| Període   | Identitat           | Partit | Qualitat |  |
| --------- | ------------------- | ------ | -------- |  |
| 1983-2002 | Dominique Cervoni   |        |          |  |
| 2002-2007 | Antoinette di Marco |        |          |  |
| 2007-2008 | Antoine Santucci    |        |          |  |
| 2008-     | Georges Germoni     |        |          |  |